# Fehérvár Enthroners 2023
Questa voce raccoglie le informazioni riguardanti i Fehérvár Enthroners nelle competizioni ufficiali della stagione 2023.

## Prima squadra

### AFL - Division I 2023

#### Stagione regolare
| Maria Enzersdorf 2 aprile 2023, ore 10:00 2ª giornata | Vienna Dragons 2 | 20 – 15 referto | Fehérvár Enthroners | BSFZ Südstadt |

| Székesfehérvár 22 aprile 2023, ore 15:00 3ª giornata | Fehérvár Enthroners | 19 – 33 (0-6 7-6 6-14 6-7) referto | Sankt Pölten Invaders | FIRST Field |

| Vienna 30 aprile 2023, ore 15:00 4ª giornata | Red Tigers | 44 – 0 (14-0 16-0 7-0 7-0) referto | Fehérvár Enthroners | Footballzentrum Ravelin |

| Székesfehérvár 6 maggio 2023, ore 15:00 5ª giornata | Fehérvár Enthroners | 0 – 51 (0-19 0-16 0-7 0-9) referto | Vienna Knights | FIRST Field |

| St. Georgen am Steinfelde 20 maggio 2023, ore 16:00 6ª giornata | Sankt Pölten Invaders | 39 – 0 (22-0 17-0 0-0 0-0) referto | Fehérvár Enthroners | Invaders Field |

| Székesfehérvár 27 maggio 2023, ore 15:00 7ª giornata | Fehérvár Enthroners | 18 – 0 (0-0 12-0 6-0 0-0) referto | Vienna Dragons 2 | FIRST Field |

| Ottakring 18 giugno 2023, ore 16:00 9ª giornata | Vienna Knights | 49 – 0 (14-0 23-0 6-0 6-0) referto | Fehérvár Enthroners | Redstarplatz |

| Székesfehérvár 24 giugno 2023, ore 15:00 10ª giornata | Fehérvár Enthroners | 7 – 39 referto | Red Tigers | FIRST Field |

### Statistiche di squadra
| Competizione                  | %Vittorie | In casa | In casa | In casa | In casa | In casa | In casa | In trasferta | In trasferta | In trasferta | In trasferta | In trasferta | In trasferta | Totale | Totale | Totale | Totale | Totale | Totale |
| Competizione                  | %Vittorie | G       | V       | N       | P       | Pf      | Ps      | G            | V            | N            | P            | Pf           | Ps           | G      | V      | N      | P      | Pf     | Ps     |
| ----------------------------- | --------- | ------- | ------- | ------- | ------- | ------- | ------- | ------------ | ------------ | ------------ | ------------ | ------------ | ------------ | ------ | ------ | ------ | ------ | ------ | ------ |
| AFL-Div.I - Stagione regolare | .125      | 4       | 1       | 0       | 3       | 44      | 123     | 4            | 0            | 0            | 4            | 15           | 152          | 8      | 1      | 0      | 7      | 59     | 275    |
| Totale                        | .125      | 4       | 1       | 0       | 3       | 44      | 123     | 4            | 0            | 0            | 4            | 15           | 152          | 8      | 1      | 0      | 7      | 59     | 275    |